# Чемпионат мира по шорт-треку 1993
Чемпионат мира по шорт-треку 1993 года проходил 26 - 28 марта в Пекине (Китай).

## Общий медальный зачёт
| Место | Страна           | Золото | Серебро | Бронза | Всего |
| ----- | ---------------- | ------ | ------- | ------ | ----- |
| 1     | Канада           | 7      | 3       | 3      | 13    |
| 2     | Китай            | 1      | 2       | 2      | 5     |
| 3     | Италия           | 1      | 1       | 0      | 2     |
| 4     | Новая Зеландия   | 1      | 0       | 0      | 1     |
| 5     | Республика Корея | 0      | 4       | 4      | 8     |
| 6     | Австралия        | 0      | 0       | 1      | 1     |
| 7     | США              | 0      | 0       | 1      | 1     |

## Медалисты

### Мужчины
| Дисциплина | Золото                                                   | Серебро                                                    | Бронза                                                      |
| ---------- | -------------------------------------------------------- | ---------------------------------------------------------- | ----------------------------------------------------------- |
| Многоборье | Марк Ганьон Канада                                       | Сильвен Ганьон Канада                                      | Ким Ки Хун Республика Корея \| Чхэ Джи Хун Республика Корея |
| 500 м      | Мирко Вюйермен Италия                                    | Марк Ганьон Канада                                         | Эндрю Гейбл США                                             |
| 1000 м     | Марк Ганьон Канада                                       | Ли Джун Хо Республика Корея                                | Сильвен Ганьон Канада                                       |
| 1500 м     | Сильвен Ганьон Канада                                    | Ким Ки Хун Республика Корея                                | Чхэ Джи Хун Республика Корея                                |
| 3000 м     | Чхэ Джи Хун Республика Корея                             | Ким Ки Хун Республика Корея                                | Марк Ганьон Канада                                          |
| Эстафета   | Эндрю Николсон Майкл Макмиллен Крис Николсон Мэтью Биггс | Орацио Фагоне Мирко Вюйермен Хуго Херрнхоф Роберто Перетти | Эндрю Мерта Стивен Брэдбери Киран Хансен Джонни Ках         |

### Женщины
| Дисциплина | Золото                                                                 | Серебро                                                            | Бронза                                         |
| ---------- | ---------------------------------------------------------------------- | ------------------------------------------------------------------ | ---------------------------------------------- |
| Многоборье | Натали Ламбер Канада                                                   | Чон Ли Гён Республика Корея                                        | Чжан Яньмэй Китай                              |
| 500 м      | Чжан Яньмэй Китай                                                      | Изабель Шаре Канада                                                | Анджела Катроне Канада \| Натали Ламбер Канада |
| 1000 м     | Натали Ламбер Канада                                                   | Ли Янь Китай                                                       | Эми Петерсон США                               |
| 1500 м     | Натали Ламбер Канада                                                   | Чон Ли Гён Республика Корея                                        | Ван Сюлань Китай                               |
| 3000 м     | Натали Ламбер Канада                                                   | Чон Ли Гён Республика Корея                                        | Ван Сюлань Китай                               |
| Эстафета   | Натали Ламбер Анджела Катроне Изабель Шаре Кристин Будриас Таня Висент | Китай · Ван Сюлань · Ли Янь · Чжэн Чуньян · Чжан Цзе · Чжан Яньмэй | Чон Ли Гён Ким Со Хи Ким Рян Хи Ли Юн Сук      |